# Ossaea granulata
Ossaea granulata är en tvåhjärtbladig växtart som beskrevs av Ignatz Urban. Ossaea granulata ingår i släktet Ossaea och familjen Melastomataceae. Inga underarter finns listade i Catalogue of Life.